# Osobnosti politické geografie
Mezi nejznámější osobnosti politické geografie patří její zakladatel, za kterého se považuje Friedrich Ratzel. Ten v roce 1897 napsal svou Politische Geographie, základní dílo politické geografie. Dalším významným představitelem je Richard Hartshorne, který řekl, že politická geografie studuje územní politické jednotky, především státy.
Politická geografie je vědní disciplína rozvíjející se na pomezí geografie a politologie. Je spjatá s historií, sociologií, státním i mezinárodním právem. Zabývá se zvláštnostmi politického a státního zřízení, forem vlády, územně správního uspořádání, formováním státního území, specifiky polohy státu, jeho hranic, analýzou rozložení politických sil, geografickými zvláštnostmi voleb do různých orgánů moci. V obecném povědomí patří do soustavy geografických věd, do skupiny sociogeografických disciplín.
Politickou geografií se od dob jejího založení zabývalo mnoho českých a zahraničních vědců, kteří ji významným způsobem posunuli dopředu.

## České osobnosti

### Viktor Dvorský (1882–1960)
Toto jméno je spojeno s počátky české univerzitní geografie. Než se dostal ke geografii, studoval práva. Dokonce si udělal doktorát, později ho ale zlákalo studium geografie. Hodně cestoval, zvlášť na Balkán, a zájem o geografii u něj stále narůstal. Na právech nabyté znalosti národohospodářské problematiky uplatnil i v novém oboru. Jako první se začal věnovat sociální, sídelní a hospodářské geografii. V roce 1910 dosáhl hodnosti docenta na Filozofické fakultě UK v oboru geografie se zvláštním zřetelem k zeměpisu člověka. V roce 1912 se stal docentem hospodářského a obchodního zeměpisu na Vysoké škole technické v Praze.
Po vypuknutí války a několika neúspěšných pokusech o emigraci z Rakousko-Uherska se vrátil do Prahy, kde se stal členem sdružení Národ a navázal kontakt s domácím odbojem. Začal sám vytvářet svou představu o ideální podobě samostatného československého státu. Poprvé ji zveřejnil v časopise Národ jako studii Hranice českého území v roce 1917 ve formě mapy Československa, kde jako základ pro určení hranic použil přirozené kotliny - jako první vyslovil požadavek hranice na Dunaji. V září 1918 odjel z pověření Národního výboru do Lvova jednat s polským geografem E. Romerem o otázkách Těšínska, Oravy a Spiše. Byl členem československé delegace pro mírovou konferenci v Paříži. Do Paříže se pak vrátil v roce 1920 jako zástupce předsedy československé sekce delimitační komise pro Těšínsko. Podílel se i na vymezení hranic s Rakouskem.
Věnoval se i pedagogické činnosti. Např. V letech 1924–1928 přednášel vojenskou geografii na válečné škole a ve školním roce 1928–1929 zastával funkci ředitele Svobodné školy politických nauk. Pracovní vypětí, kterému byl v posledních několika letech života vystaven, bylo nejspíš příčinou těžké mozkové mrtvice, kterou Dvorský prodělal v březnu 1929 na sjezdu politických škol v Londýně. Ochrnul na pravou část těla a nemohl mluvit. Tím mu byla znesnadněna další vědecká práce a byl nucen zanechat i činnosti na vysoké škole. Teprve na začátku 30. let po absolvování dlouhodobé léčby začal opět alespoň souvisle mluvit.
I přes tento handicap byl, coby nezpochybnitelná kapacita ve svém oboru. Viktor Dvorský patřil mezi zakládající členy Lóže Národ. Stal se také Velikým Tajemníkem Veliké Lóže Československé a byl zakládajícím členem Nejvyšší Rady 33. stupně pro Československo. Je zakladatel české antropogeografie (ekonomické geografie). Ale věnoval se i jiným oblastem, soustředil se na výzkum odlehlých sídel, např. vsi Trenta v Julských Alpách. Zvláštní místo měly práce z oboru politické geografie, zejména Území českého národa (1918) a Základy politické geografie a československý stát (1923), na něž navázal jeden z jeho žáků Jaromír Korčák.

### Jaromír Korčák (1895–1989)
Vystudoval zeměpis a přírodopis na UK, pracoval ve Státním statistickém úřadu, později se zaměřil na demografii a geografii obyvatelstva, po 2. světové válce začal studovat Vysokou školu politickou. Zdůrazňoval vliv geografického prostředí na populaci, zabýval se demografickou analýzou a syntézou. Je autorem pojmu „kmenová oblast“. Je po něm pojmenován Korčákův zákon a v ekologii se používá Korčákův index mozaikovitosti a fragmentace krajiny. Mezi jeho nejvýznamnější publikace patří Vylidňování jižních Čech, Geopolitické základy Československa, jeho kmenové oblasti, Etnický profil našeho národa, Úvod do všeobecné geografie obyvatelstva, Geografie obyvatelstva ve statistické syntéze.

### Vladimír Baar (1953)
Studoval ekonomickou geografii na Univerzitě Komenského v Bratislavě, pokračoval na UK, Univerzitě Matěje Bela v Banské Bystrici a Prešovské univerzitě v Prešově. Je profesorem na Ostravské univerzitě. Zaměřuje se na politickou, kulturní, historickou a ekonomickou geografii a regionální geografii Ruska, Asie a Oceánie. Je členem v redakčních radách Geografické rozhledy a Politické vědy. Výzkumné pobyty: University of Hawaiʻi, Honolulu, USA (2007); National Institute of Education, Phnom Penh, Kambodža (2006); University of the South Pacific, Suva, Fidži (2001); Far Eastern State University of Humanities, Chabarovsk, Rusko (1999). Mezi jeho nejvýznamnější publikace patří Bougainville na cestě k nezávislosti, Národy na prahu 21. století: emancipace nebo nacionalismus?

### Martin Riegl (1980)
Doktorské studium na Institutu politologických studií Fakulty sociálních věd UK. Působí na UK na katedře politologie. Zaměřuje se na politickou geografii suverénních státu a kvazistátů, politickými riziky, geopolitiku neuznaných států a geopolitiku subsaharské Afriky. Mezi jeho nejvýznamnější publikace patří Proměny politické mapy po roce 1945.

### Vincenc Kopeček (1980)
Vystudoval obor Politická a kulturní geografie na Ostravské univerzitě. Zaměřuje se na politickou a kulturní geografii postsovětského prostoru, etnické menšiny v oblasti Jižního Kavkazu, separatismus, de facto státy a neformální politiku. Člen České geografické společnosti a redakční rady časopisů Studia Territorialia a Mezinárodní vztahy. Mezi jeho nejvýznamnější publikace patří Jižní Kavkaz mezi demokracií a autoritarismem a De Facto States in Eurasia (společně s T. Hochem).

### Michael Romancov (1969)
Působí na katedře politologie Institutu politologických studií na UK a na Metropolitní univerzitě Praha. Přispívá do řady českých periodik. Zabývá se především Ruskem, této oblasti a politickým vazbám vůči Putinově zemi se věnuje nejčastěji. Má totiž blízké vazby k Rusku, neboť z něj pocházel jeho dědeček. Říká, že je zapotřebí rozlišovat dvě oddělené věci: Rusko jako země (jeho kultura a lidé) a jeho politická reprezentace. Politická reprezentace, kterou Rusové historicky zatím měli, v zásadě nikdy pro tuto zemi neudělala nic dobrého. A to je důvod, proč je dnes Rusko tam, kde je. Myslí si, že je správné a racionální považovat Rusko za hrozbu. Tvrdí, že Putin je šikovný taktik ale mizerný stratég. Přesto se domnívá, že bude prezidentem nadosmrti.

### Jan Kofroň (1984)
Zabývá se geopolitickými teoriemi, zejména pak průnikem neoklasické geopolitiky a neorealismu, vojenstvím se zaměřením na konvenční a semi-konvenční bojovou činnost a otázkami metodologie se zaměřením na kvalitativní metody. Kofroň publikoval řadu článků, většina z nich se týkala právě vojenství či teorie neorealistů. V současné době zkoumá změny evropských vojenských výdajů po rusko-ukrajinské válce v roce 2014.

### Bořivoj Hnízdo (1952)
Pracuje na Metropolitní univerzitě v Praze. V minulosti byl členem Institutu pro výzkum Commonwealthu při Londýnské univerzitě a spolupracoval s britským Královským institutem pro mezinárodní otázky. Pokouší se o propojení historie, politické geografie, politologie a sociologie. Odborně se zaměřuje v obecné historii na dějiny mezinárodních vztahů 19. a 20. století a na dějiny Commonwealthu, v politologii na otázky jazykové politiky a politické identity a v geografii na politickou, historickou a kulturní geografii, především na geopolitické proměny ve 20. a 21. století, kulturní globalizaci, otázku referend o suverenitě a problematiku menšin. Nejvýznamnějšími publikacemi je práce Mezinárodní perspektivy politických regionů a práce Role angličtiny v globalizujícím se světě.

## Zahraniční osobnosti

### Klaus Dodds (1969)
Pracuje na Royal Holloway University of London v oblasti kritické/populární geopolitiky a mezinárodní politiky polárních regionů a oceánů. Je členem Akademie sociálních věd a Královské geografické společnosti. Je šéfredaktorem časopisu Territory, Politics nad Governance (2019). Navštívil několikrát Antarktidu a značně cestoval v arktické oblasti, protože v roce 2014–2015 a v 2018 pracoval jako odborný poradce pro parlamentní záležitosti v arktických záležitostech. Publikoval mnoho knih a článků zabývajících se geopolitikou a správou polárních regionů a kulturní politikou ledu. Patří mezi ně: The Scramble for the Poles (2016) a jeho nejnovější knihy z roku 2019 Ice: Nature and Culture a The Arctic: What Everyone Needs to Know.

### Peter J. Taylor (1944)
Byl profesorem na University of Newcastle v Anglii, poté se stal profesorem na Loughborough University. Nyní působí na Northumbria University. V roce 2004 byl zvolen členem Britské akademie. Je prezidentem nadace ECMC. Je světovým analytikem a aplikuje tento přístup na politickou geografii a urbanistiku. Důraz hlavně klade na celosvětový vztahový výzkum. Proto v roce 1998 založil think tank Globalization and World Cities Research Network, který studuje vztahy mezi světovými městy v kontextu globalizace. Jeho zvláštním přínosem bylo zkoumání dlouhých hegemonických cyklů ve výstavbě moderního světového systému. Nejprve Holanďané vytvořili v 17. století obchodní modernitu, pak na přelomu 18. a 19. století Britové vytvořili průmyslovou modernitu a ve 20. století USA spotřebitelskou modernitu. Ve 21. století jádro světové ekonomiky expanduje na východ. Publikoval přes 400 knih a článků, přes 60 bylo dokonce přeloženo do více než 20 jazyků. Např. International Handbook of Globalization and World Cities (2011).

### Gerard Toal/Geraóid Ó'Tuathail (1962)
Je americko-irský profesor Vlády a Mezinárodních vztahů na The School of Public and International Affairs (SPIA) na Virginia Technology. Je jeden z nejvýznamnějších představitelů kritické a postmoderní geopolitiky. Zaměřuje se na kritiku klasické geopolitiky. Klasická geopolitika dle jeho názoru není nevinnou vědou, nýbrž metodou, která dává vládcům ospravedlnění organizovat, okupovat a spravovat prostor. Zastává názor, že i dnes je boj o vlastnictví, ovládání a možnost spravovat prostor neoddělitelnou součástí světové politiky. Jeho výzkumy se specializují na kritickou geopolitiku, nacionalismus, politickou geografii, postkomunismus a globalizaci. Provádí výzkum ve Washingtonu, D.C., Bosně a Hercegovině a v oblasti Kavkazu. Jeho jedna z nejnovějších knížek Bosnia Remade: Ethnic Cleansing and its Reversal (2011) pojednává o jeho výzkumu v Bosně. Píše v této knize o tom, jak válečné etnické čistky a poválečný proces návratu vysídlených osob změnil charakter tří měst v Bosně. V roce 2005 svědčil před kongresem Spojených států o politickém vývoji v Bosně a Hercegovině. V roce 2017 vyšla jeho nejnovější kniha s názvem Near Abroad: Putin, the West and the Contest over Ukraine and the Caucasus, kde píše o základních územních konfliktech a geopolitických bojích v této oblasti.

### Merje Kuus
Je profesorka na the University of British Columbia, kde vyučuje Geopolitiku, Moderní Evropu: Místa a Hranice a Politickou geografickou analýzu. Její práce kombinuje studium geopolitiky, politiky a transnacionalismu, aby objevila poznání a sílu v národním a nadnárodním politickém procesu. Zjednodušeně řečeno zkoumá, jak politické instituce jako je vládní agenda, mezinárodní organizace nebo civilní skupiny společnosti, se dozvěděli to, co se dozvěděli. Jak ví to, co ví a jak přesvědčují ostatní o své prospěšnosti. Její současný dlouholetý výzkum zkoumá nadnárodní regulační a diplomatické praktiky v současné Evropě. Také se zabývala politickou identitou, vztahy mezi centrem a periferií v současné Evropě. Je autorkou Geopolitics and Expertise: Knowledge and Authority in European Diplomacy (2014) a Geopolitics Reframed: Security and Identity in Europe’s Eastern Enlargement (2007).

### Simon Dalby
Je profesor geografie a environmentálních studií na Wilfrid Laurier University, což je univerzita v Kanadě. Předtím byl profesorem na Carleton University v Ottawě. Zveřejnil průzkumy týkající se současné změny klimatu, environmentální bezpečnosti a geopolitiky. Zkoumá a učí geopolitiku, environmentální bezpečnost a změny, v poslední době změny klimatu a Antropocén (je to vlastně období, kdy lidstvo svou činností globálně ovlivňuje zemský ekosystém). Jeho zájmem je také kritická geopolitika, která poukazuje na problémy, které způsobuje sama geopolitika. Je autorem řady publikací, jako např. Creating the Second Cold War (1990), Environmental Security (2002), Security and Environmental Change (2009). Je co-editor časopisu Geopolitics a Reframing Climate Change: Constructing Ecological Geopolitics. V současnosti je Simon Dalby vedoucí týmu velkého financovaného výzkumu, který se zaměřuje na studium globalizace a státních hranic. K jeho současným výzkumům patří také klimatický diskurz v současné geopolitice. Divá se na populární reprezentaci klimatické změny (Greta) a na strategie, které jsou navrhovaný v médiích a stejně tak i na vzrůstající debatu o antropocenní epoše a její důsledky pro politiku a formulace politiky.

### Takashi Yamazaki
Je japonský profesor v Osaka City University v Japonsku. Kromě toho je i členem řídícího výboru Komise politické geografie. Začal se geopolitice věnovat, protože si začal uvědomovat, že geopolitické perspektivy mu mohou poskytnout užitečný a kritický pohled na vojenskou kampaň, zahraniční diplomacii, a dokonce i japonskou politiku v době globalizace. V poválečném Japonsku byly geopolitika a politická geografie obecně vyloučeny z předmětů geografie zejména kvůli vztahu k válečné agresi a ultranacionalismu. Toto nakonec přispělo k omezení rozsahu japonských geografů na domácí nebo místní problémy. Po zániku Sovětského svazu však bylo obtížné porozumět japonské zahraniční a domácí politice a hospodářskému růstu či úpadku, aniž by se zvážilo geopolitické umístění a kontext Japonska.
Yamazaki si uvědomil, že geografie v Japonsku se musí změnit tak, aby zahrnovala perspektivy geopolitiky a politické geografie, což ho nakonec vedlo k tomu, aby si udělal doktorát v USA. Chtěl prozkoumat politická geografická témata, která nějak souvisela s japonsko-americkými vztahy. Proto studoval to, jak obyvatelé Okinawy protestovali proti postupující militarizaci jejich ostrovů. Tento ostrov byl v roce 1945 dobyt americkými vojsky a byl pod americkou vojenskou správou až do roku 1972, kdy byl vrácen Japonsku. Přesto se na ostrově stále nachází přes 30 amerických vojenských zařízení. Yamazaki se domnívá, že jeho práce povzbudí mladé japonské geografy o důležitosti geopolitiky v geografii. Vydal vůbec první učebnici politické geografie, která byla napsána v poválečném Japonsku, s názvem „Seiji, Kukan, Basho“ (vesmír, místo, politika). Jeho nejnovější výzkum z roku 2018 se jmenuje From Geopolitics to Political Geographies od Peace and Environment.

### Joanne P. Sharp (1969)
Tato vědkyně působí na University of Glasgow. Zabývá se politickou, kulturní a feministickou geografií. Její výzkum se zaměřuje na postkolonialismus a kritickou geopolitiku. Prosazuje důležitost terénního výzkumu, ale i ten se neobejde bez teoretického zkoumání problému. Je členkou redakční rady časopisů: Geography Compass, Geopolitics, Urban Studies, Space and Polity, Scottish Geographical Journal. Napsala Geographies of postcolonialism: spaces of power and representation, Condensing the Cold War: Reader’s digest and American identity.

### John Agnew (1949)
Britsko-americký politický geograf, profesor geografie a italštiny. Působí na University of California. Zabývá se politickou a historickou geografii, středomořím, evropskou urbanizací, geopolitikou světové ekonomiky a politikou v Itálii. Dostal Vautrin-Lud Prize v roce 2019. Je členem The Royal Geographical Society, The Regional Studies Association. V roce 2008–2009 byl prezidentem Americké Asociace Geografů. Provádí výzkumy na téma Politická geografie moderní Evropy; Místo a politika v moderní Itálii; Žádné hranice, žádné národy: nacionalismus a hranice na Balkáně; Geopolitika světové ekonomiky; Kritická geopolitika Číny. Mezi jeho publikace patří Globalization and sovereignty, Hegemony: the new shape of global power, Making political geography.

### Colin Flint (1965)
Profesor politické geografie. Působí na Utah State University. Pomáhá svým studentům při projektu Aggies Geopolitical Observatory. Jeho výzkum se zaměřuje na geopolitiku, válku a mír, analýzu světových systémů, vztah ekonomických a politických procesů v rámci mocenských přechodů. Je redaktor mezinárodního časopisu Geopolitics. Mezi jeho publikace patří The geography of war and peace: from death camps to diplomats, Political geography: world-economy, nation-state and locality.

### Paul Routledge (1943)
Působí na University of Leeds. Zabývá se kritickou geopolitikou, životním prostředím a změnou klimatu, občanskou společností, sociálním hnutím. V roce 2016 mu Asociace amerických geografů udělila cenu Jamese Blauta. Dlouhodobý výzkum The Spatiality of Social Movements in the Global South and Global North. Mezi jeho publikace patří Space Invaders: Radical Geographies of Protest, Global justice networks: geographies of transnational solidarity.

### Jason Dittmer
Profesor politické geografie. Působí na University College London. Zaměřuje se na geopolitiku, kritické přístupy k prostorům diplomacie a armády a geografii médií. Jeho současný výzkum se zaměřuje na Gibraltar. Je členem redakční rady časopisu Political Geography a The Comics Grid: Journal of Comics Scholarship. Mezi jeho publikace patří Popular culture, geopolitics, and identity, Captain America and the nationalist superhero: metaphors, narratives, and geopolitics.

### Derek Gregory
Působí na University of British Columbia. Původně se zabýval historickou geografií, zkoumal kritické teorie, které ukázaly jak místo, prostor a krajina byly zapojeny do fungování a výsledku sociálních procesů. Zabývá se prostorovými modalitami pozdně moderní války, kde se propojuje vojenské násilí, okupace a mír. Zaměřuje se na Blízký východ, především Irák, Izrael, Palestina, Afghánistán, Pákistán, východní Afriku. Je členem The British Academy, The Royal Society of Canada. Mezi jeho publikace patří Violent geographies: fear, terror, and political violence, The dictionary of human geography.